# Euphorbia nodosa
Euphorbia nodosa là một loài thực vật có hoa trong họ Đại kích. Loài này được Houtt. mô tả khoa học đầu tiên năm 1777.